# Mani Matter – Warum syt dir so truurig?
Mani Matter – Warum syt dir so truurig? ist ein Dokumentarfilm des Schweizer Regisseurs Friedrich Kappeler aus dem Jahr 2002. Der Film über den 1972 verstorbenen Liedermacher Mani Matter wurde mit 146.624 Kinobesuchen in der Schweiz zum bislang erfolgreichsten Schweizer Dokumentarfilm und hielt diesen Rekord bis zum Jahr 2012.
Anhand von Interviews mit Familienangehörigen und Freunden und vielen bekannten Schweizer Musikern und Kleinkünstlern, erzählt der Film die Biografie Mani Matters. Dazwischen werden Aufnahmen von Matters Auftritten, Coverversionen seiner Lieder sowie Privataufnahmen gezeigt, und die Schauspieler Stefan Kurt und Ueli Jäggi tragen seine Kurzgeschichten vor. Unter den Mitwirkenden sind Joy Matter, Meret Matter, Dodo Hug, Stephan Eicher, Urs Frauchiger, Polo Hofer, Franz Hohler, Kuno Lauener und Emil Steinberger.
Der Film wurde am Schweizer Fernsehen gezeigt und ist auf DVD erhältlich.

## Kritiken
- Fredi Lerch schrieb in der WoZ: «Es ist ein schön anzuschauender Film geworden: sorgfältig montiert, wirkungsvoll vertont, behutsam gegenüber den GesprächspartnerInnen, süffig, unterhaltend, professionell. Wer sich den Film anschaut, wird gut gelaunt und mit einem Liedli auf den Lippen aus dem Kino kommen.»[6]
- Der züritipp schrieb 2009: «An den Kinokassen war die stimmige Hommage an Mani Matter einer der erfolgreichsten Schweizer Dokumentarfilme überhaupt. Wie das völlig kritiklose Filmporträt dem Alltagsbeobachter gefallen hätte, ist eine andere Frage.»[3]